# Senaspis dibapha
Senaspis dibapha är en tvåvingeart som först beskrevs av Walker 1849.  Senaspis dibapha ingår i släktet Senaspis och familjen blomflugor. Inga underarter finns listade i Catalogue of Life.